# Пробег под каштанами
«Пробег под каштанами» (укр. Пробіг під каштанами) — ежегодное спортивно-благотворительное мероприятие, которое проходит в Киеве (последнее воскресенье мая); одна из самых масштабных благотворительных акций на Украине. Проект был начат в 1993 году и является традиционным празднованием Дня Киева. Ежегодно пробег напоминает о проблеме врождённых пороков сердца и возможности её решения. Собранные во время этого спортивного события взносы идут на закупку необходимого оборудования для Научно-практического медицинского центра детской кардиологии и кардиохирургии МОЗ Украины.
Дистанция марафона — 5 км. Организаторы мероприятия — Киевская городская государственная администрация и Департамент молодёжи и спорта г. Киева.

## История
Первый пробег состоялся в 1993 году, собрав 150 участников.

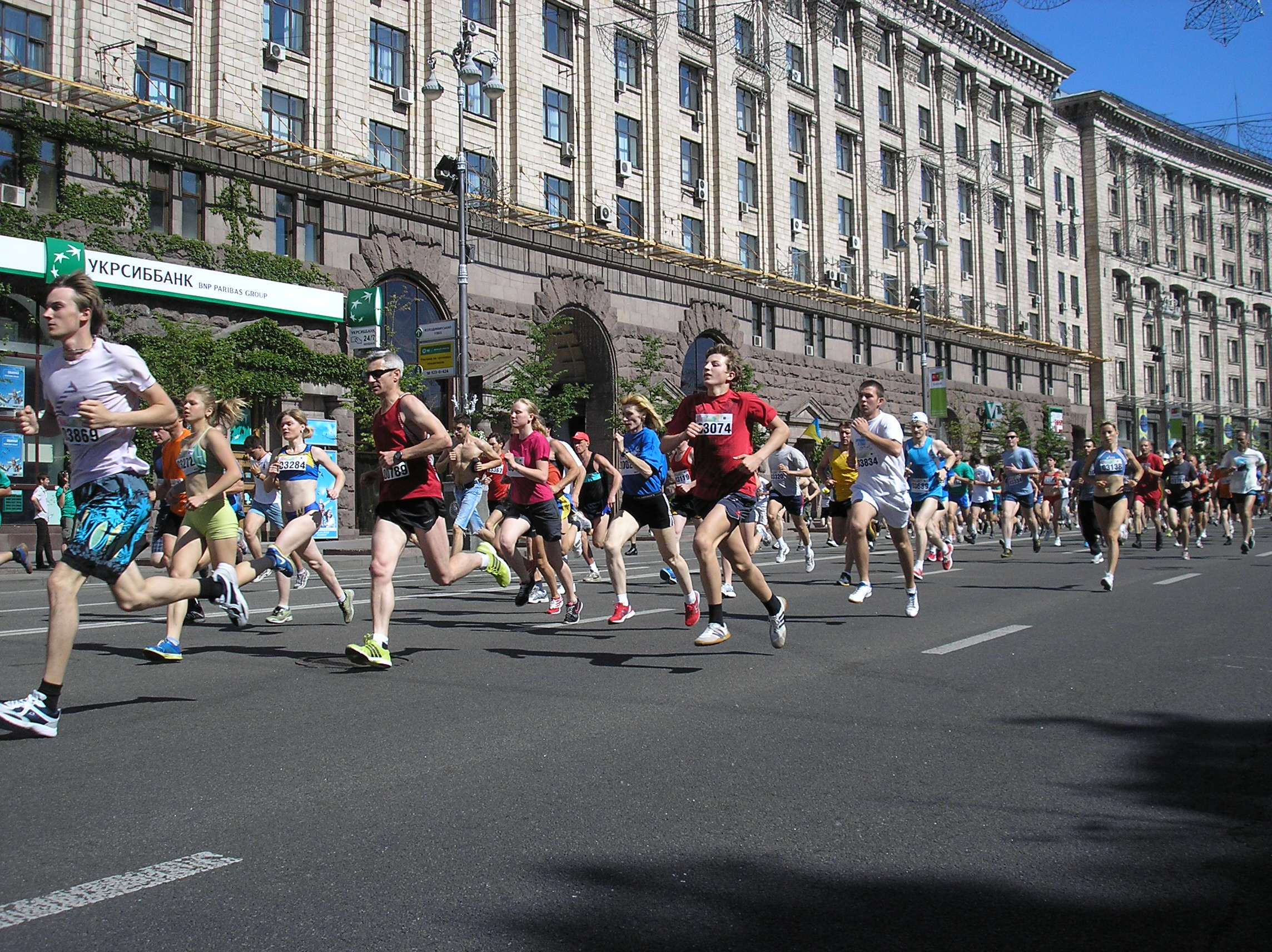
Пробег в 2011 году

в 2010 году в «Пробеге под каштанами» приняло участие рекордное количество людей — 1500 (рекорд, занесённый в Книгу рекордов Украины как «Самая массовая спортивно-благотворительная акция»).
В 2018 году было собрано 2 млн гривен.
В 2019 году было зарегистрировано 18 тысяч участников марафона, а программа включала 7 забегов: пробег в ходунках, детский забег, спортивный пробег, пробег мужественных, пробег вслепую, пробег с собакой и благотворительный. Самой молодой участницей пробега стала 2-месячная девочка, с которой бежали её родители, старшим — 78-летний мужчина. Средства, собранные с участников пробега вслепую и пробега с собакой, были направлены на поддержку детей, лечащихся в Институте глазных болезней и тканевой терапии имени В. П. Филатова АМН Украины и Фонду «Happy Paw» на приобретение необходимых материалов в приют для животных, соответственно. Мэр Киева Виталий Кличко дал старт марафона и принял участие в забеге на 5 км, а после окончания вручал награды победителям.
В 2020 году пробег не состоялся из-за пандемии коронавируса. Организаторы устроили благотворительную онлайн-акцию ПробігONлайн. В итоге на собранные средства был приобретён новый наркозно-дыхательный аппарат A7 (Mindray) для Научно-практического медицинского центра детской кардиологии и кардиохирургии МОЗ Украины. 
На март 2021 года с момента создания проекта было собрано 640 000 долларов и удалось спасти 20 000 младенцев. В 2021 году забег прошёл в смешанном формате, в котором приняло участие 11 тысяч человек. В забеге приняли участия социально-ответственные украинские бренды, которые массово привлекали своих сотрудников. Среди участников можно было увидеть такие компании как Jaffa, Zinteco, VIVAT, Gelius, Dnipro-M и другие. Пробег проходил с соблюдением карантинных норм и ограничений: участники прошли температурный скрининг, соблюдали дистанцию, старты были организованы волнами. 